# Oxylobium
Oxylobium là một chi thực vật có hoa thuộc họ Fabaceae, bản địa của Úc. 
Các loài:
- Oxylobium aciculiferum (F. Muell.) Benth.
- Oxylobium alpestre F.Muell. syn. Podolobium alpestre (F.Muell.) Crisp & P.H.Weston - Alpine Shaggy Pea
- Oxylobium arborescens R.Br.
- Oxylobium carinatum (Meissner) Benth.
- Oxylobium cordifolium Andrews
- Oxylobium ellipticum (Vent.) R.Br.
- Oxylobium linariifolium (G.Don) Domin
- Oxylobium lineare (Benth.) Benth.
- Oxylobium microphyllum Benth.
- Oxylobium obtusifolium Sweet
- Oxylobium procumbens F.Muell.
- Oxylobium pulteneae DC.- Wiry Shaggy Pea
- Oxylobium robustum J. Thompson
- Oxylobium scandens (Sm.) Benth. - Tree Shaggy Pea
- Oxylobium spathulatum (Meissner) Benth.
- Oxylobium tricuspidatum Meissner
- Oxylobium virgatum Benth.